# Juventus Stadium
El Juventus Stadium (oficialmente Allianz Stadium por motivos de patrocinio) es un estadio de fútbol ubicado en la ciudad italiana de Turín, capital del Piamonte. Su propietario es la Juventus Football Club, siendo el primer equipo italiano en tener un estadio en propiedad. Fue inaugurado para la temporada 2011/12.

## Historia
El 18 de marzo de 2008 el consejo de administración de la Juventus aprobó la realización de un nuevo estadio en la misma ubicación donde estaba situado el Stadio delle Alpi, que había sido adquirido por el club en 2003. El coste aproximado del proyecto se fijó en unos 105 000 000 €. Las labores de demolición del antiguo feudo bianconero comenzaron en noviembre de 2008.
El 21 de junio de 2011 se inició la campaña de abonados de la Juventus para la temporada 2011/12, la primera en el nuevo estadio del conjunto turinés.
La inauguración del estadio tuvo lugar el 8 de septiembre de 2011, en la que se conmemoró el 150.º aniversario de la unificación de Italia y se homenajeó a la historia del club. Además se rindió tributo a las víctimas de la Tragedia de Heysel. El jugador bianconero Luca Toni marcó el primer gol de la historia del Juventus Stadium, en el partido inaugural que enfrentó a la Juventus con el Notts County inglés. El encuentro finalizó con empate a uno.
El 11 de septiembre se disputó el primer encuentro oficial en el Juventus Stadium. El partido correspondió a la segunda jornada de la temporada, que enfrentó a la Juventus contra el Parma, con resultado favorable a los locales por 4-1. El suizo Stephan Lichtsteiner anotó el primer gol en competición oficial en el nuevo estadio.
Un informe de la Fiscalía de Turín publicado el 20 de octubre señaló que el acero utilizado en algunos sectores del escenario podría no cumplir con la normativa CE. En espera de una profundización a nivel judiciario -del cual la Juventus está considerada como parte perjudicada-, el prefecto y el alcalde de la ciudad han certificado la solidez estructural de la obra, declarándola idónea para la actividad deportiva. Por su parte, el club señaló la «propia certeza de la absoluta seguridad estructural del estadio, brindando la documentación pertinente, y la confianza que tal circunstancia emergerá de la investigación de la magistratura».
El estadio fue designado asignado por la UEFA como sede de la final de la Europa League de 2014 el 20 de marzo de 2012, acogiendo así su primera final europea. Cabe destacar también que fue la primera vez que se disputó una final de la Europa League en suelo italiano.
La Juve festejó por primera vez en su nuevo estadio la consecución de un título de Serie A el 13 de mayo de 2012. La celebración se produjo al término del partido que cerraba la temporada ante el Atalanta, que además sirvió como despedida ante su público del que fuera jugador del club durante diecinueve temporadas, Alessandro Del Piero. Tres días más tarde se inauguró el Museo de la Juventus (oficialmente J-Museum) en una gala que estuvo presidida por el presidente Andrea Agnelli y por el director del nuevo museo, el periodista Paolo Garimberti.
La final de la Europa League se disputó el 14 de mayo de 2014 y enfrentó al Sevilla y al Benfica, que previamente había eliminado a la Juventus en semifinales (2-1 en Lisboa y 0-0 en Turín). Tras 120 minutos sin goles, el encuentro se decidió en la tanda de penaltis. El conjunto español se impuso por 4-2, logrando así su tercer título de esta competición.
En 2019 las instalaciones del estadio se utilizó para las grabaciones de la tercera temporada de serie argentina O11ce.

## Cumplimiento ambiental
El objetivo del nuevo estadio es reducir el consumo de energía de fuentes no renovables a través de la adopción de tecnologías avanzadas que eliminan los residuos. Por ejemplo la electricidad para el estadio se generará a través de energía solar mediante paneles fotovoltaicos, agua caliente y calefacción de localidades y campo de fútbol a través de una red de calefacción urbana y el calor del agua caliente para los vestuarios, cocinas y restaurantes que usan sistemas de energía solar térmica. Todo esto, a través de estrategias y fuentes de energía alternativas y ecológicas, cumplen los criterios de ecología dictada por el Protocolo de Kioto mediante la generación de resultados múltiples:
- Las reducciones en las emisiones de gases.
- No hay contaminación del aire.
- No hay riesgo de incendio.
- Integración con la calefacción urbana.
- La contención de los residuos.
- Intensiva explotación de la energía solar a través de dispositivos de seguimiento solar.
- No hay producción de emisiones químicas, térmicas y acústicas.
- Reutilización del agua de lluvia.
- Reducción de al menos el 50% del agua necesaria para el riego del campo.
- Fácil acceso al estadio mediante rutas programadas.

## Nombre del estadio
El nombre del estadio estará atado a un patrocinador, al igual que muchos estadios de fútbol de Europa. La empresa Sportfive ha sido contratada por 75 millones de euros y hasta 12 años después de la inauguración del estadio (el 30 de junio de 2023) para encontrar patrocinadores al estadio. En dicho acuerdo quedó estipulado que el patrocinador no podrá ser un competidor de Adidas o de Fiat (debido a la relación histórica con el club). El nombre utilizado actualmente es Allianz Stadium después de firmar un acuerdo por 103 millones de euros pagaderos a lo largo de 7 temporadas, desde 2023 hasta 2030. Este nuevo acuerdo, también involucra a la marca como sponsor en las camisetas de entreno del primer equipo masculino y el equipo femenino.

## Áreas y servicios

### Museo
Dentro del estadio está construido el J-Museum (Museo de la Juventus), uno de los museos de fútbol más importantes del mundo. El J Museum fue inaugurado el 16 de mayo de 2012 y está presidido por el periodista italiano Paolo Garimberti, quien fuera presidente de la RAI entre 2009 y 2012, además de haber trabajado en otros medio como La Repubblica.
El museo dispone de varias salas en las que están expuestos los trofeos ganados por el club y camisetas de los jugadores más importantes de la historia de la Juve, además de zonas interactivas, llenas de fotografías históricas del club turinés.
El 29 de mayo de 2010, con motivo del 25.º aniversario de la Tragedia de Heysel, el presidente de la Juventus Andrea Agnelli anunció que habría un espacio en el estadio dedicado a las víctimas de dicha tragedia.

### Paseo de la fama
En los alrededores del estadio hay un Walk of fame o Paseo de la fama con el nombre de cincuenta de los jugadores más importantes de la historia bianconera, que cuentan con su propia estrella.
A continuación se muestran los jugadores de la Juventus que tienen su estrella en el Paseo de la Fama, elegidos por los aficionados del club en su página web.
| Jugador              | Demarcación    | Temporadas en el club | Partidos | Goles | Otros |
| -------------------- | -------------- | --------------------- | -------- | ----- | ----- |
| Pietro Anastasi      | Delantero      | 1968-1976             | 303      | 131   |       |
| Roberto Baggio       | Delantero      | 1990-1995             | 200      | 115   |       |
| Romeo Benetti        | Centrocampista | 1968-1969 y 1976-1979 | 159      | 23    |       |
| Roberto Bettega      | Delantero      | 1970-1983             | 481      | 178   |       |
| Carlo Bigatto        | Centrocampista | 1913-1915 y 1920-1931 | 233      | 1     |       |
| Giampiero Boniperti  | Delantero      | 1946-1961             | 462      | 182   |       |
| Felice Borel         | Delantero      | 1932-1941 y 1942-1946 | 307      | 161   |       |
| Sergio Brio          | Defensa        | 1978-1990             | 378      | 24    |       |
| Gianluigi Buffon     | Portero        | 2001-2018, 2018-2021  | 687      | 0     |       |
| Antonio Cabrini      | Defensa        | 1976-1989             | 440      | 53    |       |
| Umberto Caligaris    | Defensa        | 1928-1935             | 198      | 0     |       |
| Mauro Camoranesi     | Centrocampista | 2002-2010             | 288      | 32    |       |
| Fabio Capello        | Centrocampista | 1970-1976             | 239      | 41    |       |
| Franco Causio        | Centrocampista | 1967-1968 y 1970-1981 | 447      | 72    |       |
| John Charles         | Delantero      | 1957-1962             | 178      | 105   |       |
| Gianpiero Combi      | Portero        | 1921-1934             | 367      | 0     |       |
| Antonio Conte        | Centrocampista | 1991-2004             | 419      | 44    |       |
| Antonello Cuccureddu | Centrocampista | 1969-1981             | 433      | 39    |       |
| Edgar Davids*        | Centrocampista | 1997-2004             | 235      | 10    |       |
| Alessandro Del Piero | Delantero      | 1993-2012             | 705      | 290   |       |
| Luis del Sol         | Centrocampista | 1962-1970             | 294      | 29    |       |
| Didier Deschamps     | Centrocampista | 1994-1999             | 178      | 4     |       |
| Angelo Di Livio      | Centrocampista | 1993-1999             | 269      | 6     |       |
| Ciro Ferrara         | Defensa        | 1994-2005             | 358      | 20    |       |
| Giuseppe Furino      | Centrocampista | 1969-1984             | 528      | 19    |       |
| Claudio Gentile      | Defensa        | 1973-1984             | 414      | 10    |       |
| John Hansen          | Delantero      | 1948-1954             | 187      | 124   |       |
| Paolo Montero        | Defensa        | 1996-2005             | 278      | 6     |       |
| Pavel Nedvěd         | Centrocampista | 2001-2009             | 327      | 65    |       |
| Raimundo Orsi        | Delantero      | 1929-1935             | 194      | 87    |       |
| Carlo Parola         | Defensa        | 1939-1954             | 340      | 11    |       |
| Angelo Peruzzi       | Portero        | 1991-1999             | 301      | 0     |       |
| Gianluca Pessotto    | Defensa        | 1995-2006             | 366      | 3     |       |
| Michel Platini       | Centrocampista | 1982-1987             | 224      | 104   |       |
| Pietro Rava          | Defensa        | 1935-1946 y 1947-1950 | 330      | 15    |       |
| Fabrizio Ravanelli   | Delantero      | 1992-1996             | 160      | 68    |       |
| Virginio Rosetta     | Defensa        | 1923-1936             | 315      | 16    |       |
| Paolo Rossi          | Delantero      | 1973-1975 y 1981-1985 | 138      | 34    |       |
| Sandro Salvadore     | Defensa        | 1962-1974             | 450      | 17    |       |
| Gaetano Scirea       | Defensa        | 1974-1988             | 552      | 32    |       |
| Lucidio Sentimenti   | Portero        | 1942-1949             | 188      | 5     |       |
| Omar Sivori          | Delantero      | 1957-1965             | 253      | 167   |       |
| Alessio Tacchinardi  | Centrocampista | 1994-2005             | 404      | 14    |       |
| Stefano Tacconi      | Portero        | 1983-1992             | 337      | 0     |       |
| Marco Tardelli       | Centrocampista | 1975-1985             | 375      | 51    |       |
| Moreno Torricelli    | Defensa        | 1992-1998             | 230      | 3     |       |
| David Trezeguet      | Delantero      | 2000-2010             | 320      | 171   |       |
| Gianluca Vialli      | Delantero      | 1992-1996             | 145      | 53    |       |
| Zinedine Zidane      | Centrocampista | 1996-2001             | 214      | 31    |       |
| Dino Zoff            | Portero        | 1972-1983             | 476      | 0     |       |

Leyenda:

 Jugador ganador de la Copa Mundial de Fútbol durante su estancia en la Juventus.

 Jugador ganador de la Eurocopa durante su estancia en la Juventus.

 Jugador campeón olímpico durante sus estancia en la Juventus.

 Jugador ganador del Balón de Oro durante su estancia en la Juventus.

Jugador ganador del FIFA World Player durante su estancia en la Juventus.
 (*) N.B. - El 14 de febrero de 2011 se le concedió la estrella a Edgar Davids en sustitución de Zbigniew Boniek.

## Eventos

### Encuentros destacados

#### Partido inaugural
| 8 de septiembre de 2011 | Juventus | 1:1 (0:0) | Notts County | Juventus Stadium, Turín                                                   |                                                                           |
|                         | Toni 54' | Reporte   | Hughes 87'   | Asistencia: 41 507 espectadores Árbitro(s): De Marco di Chiavari (Italia) | Asistencia: 41 507 espectadores Árbitro(s): De Marco di Chiavari (Italia) |

#### Primer partido oficial
| 11 de septiembre de 2011 | Juventus                                                | 4:1 (1:0) | Parma               | Juventus Stadium, Turín                                            |                                                                    |
|                          | Lichtsteiner 17' · Pepe 58' · Vidal 74' · Marchisio 83' | Reporte   | Giovinco 91' (pen.) | Asistencia: 35 920 espectadores Árbitro(s): Domenico Celi (Italia) | Asistencia: 35 920 espectadores Árbitro(s): Domenico Celi (Italia) |

#### Primer Derbi de Italia
| 25 de marzo de 2012 | Juventus                    | 2:0 (0:0) | Inter | Juventus Stadium, Turín                                              |                                                                      |
|                     | Cáceres 57' · Del Piero 71' | Reporte   |       | Asistencia: 38 536 espectadores Árbitro(s): Andrea De Marco (Italia) | Asistencia: 38 536 espectadores Árbitro(s): Andrea De Marco (Italia) |

#### Estreno en competición europea
| 2 de octubre de 2012 | Juventus    | 1:1 (1:1) | Shakhtar Donetsk | Juventus Stadium, Turín                                                |                                                                        |
|                      | Bonucci 25' | Reporte   | Teixeira 23'     | Asistencia: 29 368 espectadores Árbitro(s): Bas Nijhuis (Países Bajos) | Asistencia: 29 368 espectadores Árbitro(s): Bas Nijhuis (Países Bajos) |

#### Primer Derbi de Turín
| 1 de diciembre de 2012 | Juventus                          | 3:0 (0:0) | Torino | Juventus Stadium, Turín                                              |                                                                      |
|                        | Marchisio 57', 84' · Giovinco 67' | Reporte   |        | Asistencia: 40 042 espectadores Árbitro(s): Gianluca Rocchi (Italia) | Asistencia: 40 042 espectadores Árbitro(s): Gianluca Rocchi (Italia) |

#### Final de la Europa League 2013/14
| 14 de mayo de 2014 | Sevilla                        | 0:0 (4 – 2 p.)             | Benfica                           | Juventus Stadium, Turín                                 |                                                         |
|                    |                                | Reporte                    |                                   | Asistencia: 33 120 espectadores Árbitro(s): Felix Brych | Asistencia: 33 120 espectadores Árbitro(s): Felix Brych |
|                    |                                | Tiros desde el punto penal |                                   |                                                         |                                                         |
|                    | Bacca · M'Bia · Coke · Gameiro |                            | Lima · Cardozo · Rodrigo · Luisão |                                                         |                                                         |

### Selección italiana
| 10 de septiembre de 2013 | Italia                               | 2:1 (0:1) | República Checa | Juventus Stadium, Turín                                             |                                                                     |
|                          | Chiellini 51' · Balotelli 54' (pen.) | Reporte   | Kozák 19'       | Asistencia: 35 299 espectadores Árbitro(s): Jonas Eriksson (Suecia) | Asistencia: 35 299 espectadores Árbitro(s): Jonas Eriksson (Suecia) |

| 31 de marzo de 2015 | Italia    | 1:1 (1:0) | Inglaterra   | Juventus Stadium, Turín |  |
|                     | Pellè 29' |           | Townsend 79' |                         |  |

| 6 de octubre de 2016 | Italia              | 1:1 (0:0) | España     | Juventus Stadium, Turín |                         |
|                      | De Rossi 82' (pen.) | Reporte   | Vitolo 55' | Árbitro(s): Felix Brych | Árbitro(s): Felix Brych |

| 11 de junio de 2019 | Italia                     | 2:1 (0:1) | Bosnia y Herzegovina | Juventus Stadium, Turín |  |
|                     | Insigne 49' · Verratti 86' |           | Džeko 33'            |                         |  |

## Resumen por competiciones
- Datos actualizados hasta la temporada 2019-20.

| Competición           | Partidos | Ganados | Empatados | Perdidos | Ganados % | Rendimiento % |
| --------------------- | -------- | ------- | --------- | -------- | --------- | ------------- |
| Serie A               | 171      | 143     | 23        | 5        | 83.63     | 88.11         |
| Copa Italia           | 20       | 16      | 3         | 1        | 80        | 85            |
| UEFA Champions League | 38       | 24      | 10        | 4        | 63.16     | 71.93         |
| UEFA Europa League    | 4        | 2       | 2         | 0        | 50        | 66.67         |
| TOTAL                 | 233      | 185     | 38        | 10       | 79.4      | 84.84         |